# Malcoha de les Mentawai
El malcoha de les Mentawai (Phaenicophaeus oeneicaudus) és una espècie d'ocell de la família dels cucúlids (Cuculidae) que habita zones boscoses de l'arxipèlag de Mentawai, a prop del sud-oest de Sumatra. Antigament es considerava conespecífic amb la malcoha pitbrú.

## Taxonomia
Aquesta espècie va ser descrita formalment el 1855 pels naturalistes francesos Jules i Édouard Verreaux amb el binomi actual Phaenicophaeus oeneicaudus. Creien que el seu exemplar venia de Ceilan (ara Sri Lanka). El zoòleg italià Tommaso Salvadori es va adonar que es tractava d'un error i que l'exemplar devia provenir de les illes Mentawai, que es troben a l'oceà Índic aproximadament 150 km (93 mi) a la costa occidental de Sumatra. El nom del gènere Phaenicophaeus prové del grec antic φοινικοφαης (phoinikophaēs) que significa "d'aspecte carmesí" o "roig brillant". L'epítet específic oeneicaudus combina el llatí oenoo que significa "vi" i cauda que significa "cua". Anteriorment es considerava que era una subespècie de la malcoha pitbrú (Phaenicophaeus curvirostris). Va ser promogut a l'estatus d'espècie en funció de les diferències morfològiques.